# Robert Bly
Robert Bly (ur. 23 grudnia 1926 w Madison w stanie Minnesota, zm. 21 listopada 2021 w Minneapolis) – amerykański poeta, pisarz i przywódca Ruchu Mężczyzn na terenie Stanów Zjednoczonych.
Syn norweskich imigrantów Jacoba i Alice Bly. W latach 60 i 70 XX wieku przeciwnik wojny w Wietnamie – jako aktywista i poeta. 
Po zakończeniu wojny powrócił do poezji idyllicznej, sielankowej, psychologizowanej (por. Carl Gustav Jung); do literatury przez niektórych uważanej za „bardziej uniwersalistyczną ekspresję”.
Następnie zafascynowany męskimi domenami np.: walki, inicjacji itd. (por. bestseller Żelazny Jan). 
Popularyzator, jako autor przekładów na angielski, takich poetów jak m.in. Federico García Lorca i Pablo Neruda.

## Prace

### Tomiki wierszy
- My Sentence Was a Thousand Years of Joy (HarperCollins, 2005)
- The Night Abraham Called to the Stars (HarperCollins, 2001)
- Eating the Honey of Words: New and Selected Poems (1999)
- Snowbanks North of the House (1999)
- Morning Poems (1997)
- Meditations on the Insatiable Soul (1994)
- What Have I Ever Lost by Dying?: Collected Prose Poems (1992)
- Loving a Woman in Two Worlds (1985)
- Selected Poems (1986)
- Mirabai Versions (1984)
- The Man in the Black Coat Turns (1981)
- This Tree Will Be Here for a Thousand Years (1979)
- This Body is Made of Camphor and Gopherwood (1977)
- Old Man Rubbing His Eyes (1974)
- Jumping Out of Bed (1973)
- Sleepers Joining Hands (1973)
- The Light Around the Body (1967) – zdobywca National Book Award
- Silence in the Snowy Fields (1962)

### Antologie
- The Best American Poetry (1999)
- The Soul Is Here for Its Own Joy: Sacred Poems from Many Cultures (Ecco Press, 1995)
- The Darkness Around Us Is Deep: Selected Poems of William Stafford (1993)
- The Rag and Bone Shop of the Heart: Poems for Men (1992)
- News of the Universe (1980)
- Leaping Poetry (1975)
- A Poetry Reading Against the Vietnam War (1967).

### Przekłady
- The Winged Energy of Delight: Selected Translations (HarperCollins, 2004)
- The Lightning Should Have Fallen on Ghalib. Selected Poems of Ghalib (1999, przekład poezji Ghaliba wraz z Sunil Dutta)
- Lorca and Jiménez: Selected Poems (Beacon Press, 1997)
- Machado's Times Alone: Selected Poems (1983)
- Eight Stages of Translation (1983)
- The Kabir Book (1977)
- Friends, You Drank Some Darkness: Three Swedish Poets – Martinson, Ekeloef, and Transtromer (1975)
- Neruda and Vallejo: Selected Poems (1971)
- Hunger – by Knut Hamsun (1967)

### Powieści, opowiadania, wywiady
- Remembering James Wright (2005)
- The Sibling Society (Addison-Wesley, 1996)
- The Spirit Boy and the Insatiable Soul (1994)
- American Poetry: Wildness and Domesticity (1991)
- Iron John: A Book about Men (1990; wyd. pol. Żelazny Jan, tłum. Jacek Tittenbrun, wyd. Zysk i S-ka, Poznań 2004)
- A Little Book on the Human Shadow (1988, wraz z William Boothem)
- Talking All Morning: Collected Conversations and Interviews (1980).